# Pako
イラストレーター。福岡県出身。
男性。
別ペンネームとして、葉上、宮沢波宏がある。

## 作品リスト

### 挿絵
宮沢波宏名義
- ISON （一乃勢まや著、富士見ファンタジア文庫）
- クロノクルセイド 翼よ、あれが魂の灯だ （富永浩史著、富士見ファンタジア文庫）

Pako名義
- レンタルマギカ[1]（三田誠著、角川スニーカー文庫・ザ・スニーカー連載）
- 縫製人間ヌイグルマー（大槻ケンヂ著、ダ・ヴィンチ連載）
- D．S．-ダブル・スピリッツ-（一乃勢まや著、ファンタジアバトルロイヤル連載）
- バード・ハート・ビート（伊東京一著、ファミ通文庫）
- Occultic;Nine（志倉千代丸著、オーバーラップ文庫）

### キャラクターデザイン
- シャイニング・フォース イクサ
- シャイニング・フォース フェザー
- スカーレッドライダーゼクス
- アンチェインブレイズ レクス（ファング）
- UN-GO
- KIKI by VOICE Newtype おみくじ四兄弟[2]
- Fate/Grand Order（一部キャラクターデザイン[3]）
- 一血卍傑（一部キャラクターデザイン[4]）
- Fate/Samurai Remnant（一部キャラクター原案）
- ハイドライバーズ（キャラクターデザイン原案[5]）

### 漫画
- SCARED RIDER NOESIS（原作：ストーリーライダーズ、監修：レッド・エンターテインメント、ジャンプSQ）
- 亞由多（月刊バーズ）